# All I Ever Wanted (album)
All I Ever Wanted is het vierde studioalbum van de Amerikaanse zangeres Kelly Clarkson. De release was op 10 maart 2009.

## Achtergrondinformatie
Clarkson maakte in 2008 bekend dat zij aan een nieuw album werkte, samen met Ryan Tedder van OneRepublic. Tedder zei in de Digital Spy dat Clarksons nieuwe nummers "grote refreinen" en "zware drumprogrammering" zouden bevatten. Daarnaast vertelde hij ook dat de nummers beïnvloed zijn door de band Garbage, en dat het nummer Save you een experimentele brug bevat geïnspireerd door Mozart. In een interview met PopEater zei Clarkson dat het nummer If I can't have you, mede geschreven door Tedder, "een kruising is tussen de Eurythmics en The Killers" – ze beschreef Cry als "een wals" die sterk is beïnvloed door de countrymuziek, en ze vond dit het meest persoonlijke nummer op het album. Het thema van het album is 'verraad'. In het nummer Already gone werkte Tedder mee als achtergrondzanger.
I do not hook up en Long shot zijn demo's van Katy Perry – Whyyawannabringmedown en All I ever wanted werden geschreven en uitgebracht door de band Aranda. Save you is een demo van de niet meer bestaande groep Gone 'Til November uit Boston, aangevoerd door singer-songwriter Aimée Proal die het nummer samen met Tedder schreef. If no one will listen is een cover van Keri Nobles album Fearless uit 2004.

## Singles
1. De leadsingle van het album My life would suck without you werd op 13 januari 2009, na de radiopremière, naar alle radiostations in de Verenigde Staten gestuurd. Het nummer brak een record in de Billboard Hot 100 door van nummer 97 naar de eerste plaats te springen in week vijf.
2. Als tweede single werd I do not hook up gekozen – deze werd op 24 april in Nederland uitgebracht. Het nummer is in week 20 de Nederlandse Top 40 binnengekomen.
3. De derde single werd het door Ryan Tedder geproduceerde Already gone, dat na de release van het album een hoge notering in de Amerikaanse iTunes behaalde hoewel het nummer nog geen single was.
4. Het jaar erop (9 maart 2010) verscheen alsnog All I ever wanted als vierde single.

## Tracklist

### Standaardeditie
| #   | Titel                            | Samenstellers                                                 | Producer(s)                    | Lengte |
| --- | -------------------------------- | ------------------------------------------------------------- | ------------------------------ | ------ |
| 1.  | "My Life Would Suck Without You" | Max Martin, Dr. Luke, Claude Kelly                            | Max Martin, Dr. Luke           | 3:32   |
| 2.  | "I Do Not Hook Up"               | Katy Perry, Kara DioGuardi, Greg Wells                        | Howard Benson                  | 3:20   |
| 3.  | "Cry"                            | K. Clarkson, Jason Halbert                                    | Howard Benson                  | 3:40   |
| 4.  | "Don't Let Me Stop You"          | C. Kelly, Josef Larossi, Andreas Quiz Romdhane, Mats Valentin | Howard Benson                  | 3:26   |
| 5.  | "All I Ever Wanted"              | Samuel Watters, Louis Biancaniello, Dameon Aranda             | Louis Biancaniello, Sam Waters | 4:04   |
| 6.  | "Already Gone"                   | K. Clarkson, Ryan Tedder                                      | Ryan Tedder                    | 4:41   |
| 7.  | "If I Can't Have You"            | K. Clarkson, R. Tedder                                        | Ryan Tedder                    | 3:44   |
| 8.  | "Save You"                       | R. Tedder, Aimee Proal                                        | Ryan Tedder                    | 4:07   |
| 9.  | "Whyyawannabringmedown"          | S: Watters, L. Biancaniello, D. Aranda                        | Louis Biancaniello, Sam Waters | 2:48   |
| 10. | "Long Shot"                      | K. Perry, Glen Ballard, Matt Thiessen                         | Howard Benson                  | 3:42   |
| 11. | "Impossible"                     | K. Clarkson, R. Tedder                                        | Ryan Tedder                    | 3:29   |
| 12. | "Ready"                          | K. Clarkson, A. Eubanks, J. Halbert                           | Howard Benson                  | 3:09   |
| 13. | "I Want You"                     | K. Clarkson, J. Åhlund                                        | Louis Biancaniello, Sam Waters | 3:36   |
| 14. | "If No One Will Listen"          | Keri Noble                                                    | Kelly Clarkson                 | 4:09   |

### Luxe-editie
Bonus
| #   | Titel                                                                 | Samenstellers                                                 | Producer(s)                                  | Lengte |
| --- | --------------------------------------------------------------------- | ------------------------------------------------------------- | -------------------------------------------- | ------ |
| 15. | "Tip of My Tongue" (Deluxe Edition Bonus Track)                       | Kelly Clarkson, Ryan Tedder                                   | Ryan Tedder                                  | 4:18   |
| 16. | "The Day We Fell Apart" (Deluxe Edition Bonus Track)                  | Samuel Watters, Louis Biancaniello, Vidal Davis, André Harris | Dre & Vidal, Louis Biancaniello, Sam Watters | 4:03   |
| 17. | "Can We Go Back" (iTunes-voorbestelling/Japanese edition Bonus Track) | Shanna Crooks, Andrew Creighton Dodd, Adam Watts              | Howard Benson                                | 2:52   |

### Dvd
| #  | Titel                                        | Lengte |
| -- | -------------------------------------------- | ------ |
| 1. | Making of the Video                          | 7:35   |
| 2. | Making of the Album                          | 6:46   |
| 3. | My Life Would Suck Without You (Music Video) | 3:33   |
| 4. | Photo Gallery                                | 3:00   |

## Commerciële ontvangst

### Singles
| 2009 | "My Life Would Suck Without You" | 3     | 5  | 18 | 1  | 4  | 28 | 6 | 1  |
| 2009 | "I Do Not Hook Up"               | 21    | 97 | –  | 24 | 18 | –  | – | 99 |
| 2009 | "Already Gone"                   | tip8* | 78 | –  | 13 | 23 | –  | – | 75 |
| 2010 | "All I Ever Wanted"              |       |    |    |    |    |    |   |    |

### NederlandseAlbum Top 100[2]
| Hitnotering: (Week 1 t/m 16) 28-03-2009 t/m 11-07-2009 Hitnotering: (Week 17) 01-08-2009 Hitnotering: (Week 18) 15-08-2009 | Hitnotering: (Week 1 t/m 16) 28-03-2009 t/m 11-07-2009 Hitnotering: (Week 17) 01-08-2009 Hitnotering: (Week 18) 15-08-2009 | Hitnotering: (Week 1 t/m 16) 28-03-2009 t/m 11-07-2009 Hitnotering: (Week 17) 01-08-2009 Hitnotering: (Week 18) 15-08-2009 | Hitnotering: (Week 1 t/m 16) 28-03-2009 t/m 11-07-2009 Hitnotering: (Week 17) 01-08-2009 Hitnotering: (Week 18) 15-08-2009 | Hitnotering: (Week 1 t/m 16) 28-03-2009 t/m 11-07-2009 Hitnotering: (Week 17) 01-08-2009 Hitnotering: (Week 18) 15-08-2009 | Hitnotering: (Week 1 t/m 16) 28-03-2009 t/m 11-07-2009 Hitnotering: (Week 17) 01-08-2009 Hitnotering: (Week 18) 15-08-2009 | Hitnotering: (Week 1 t/m 16) 28-03-2009 t/m 11-07-2009 Hitnotering: (Week 17) 01-08-2009 Hitnotering: (Week 18) 15-08-2009 | Hitnotering: (Week 1 t/m 16) 28-03-2009 t/m 11-07-2009 Hitnotering: (Week 17) 01-08-2009 Hitnotering: (Week 18) 15-08-2009 | Hitnotering: (Week 1 t/m 16) 28-03-2009 t/m 11-07-2009 Hitnotering: (Week 17) 01-08-2009 Hitnotering: (Week 18) 15-08-2009 | Hitnotering: (Week 1 t/m 16) 28-03-2009 t/m 11-07-2009 Hitnotering: (Week 17) 01-08-2009 Hitnotering: (Week 18) 15-08-2009 | Hitnotering: (Week 1 t/m 16) 28-03-2009 t/m 11-07-2009 Hitnotering: (Week 17) 01-08-2009 Hitnotering: (Week 18) 15-08-2009 | Hitnotering: (Week 1 t/m 16) 28-03-2009 t/m 11-07-2009 Hitnotering: (Week 17) 01-08-2009 Hitnotering: (Week 18) 15-08-2009 | Hitnotering: (Week 1 t/m 16) 28-03-2009 t/m 11-07-2009 Hitnotering: (Week 17) 01-08-2009 Hitnotering: (Week 18) 15-08-2009 | Hitnotering: (Week 1 t/m 16) 28-03-2009 t/m 11-07-2009 Hitnotering: (Week 17) 01-08-2009 Hitnotering: (Week 18) 15-08-2009 | Hitnotering: (Week 1 t/m 16) 28-03-2009 t/m 11-07-2009 Hitnotering: (Week 17) 01-08-2009 Hitnotering: (Week 18) 15-08-2009 | Hitnotering: (Week 1 t/m 16) 28-03-2009 t/m 11-07-2009 Hitnotering: (Week 17) 01-08-2009 Hitnotering: (Week 18) 15-08-2009 | Hitnotering: (Week 1 t/m 16) 28-03-2009 t/m 11-07-2009 Hitnotering: (Week 17) 01-08-2009 Hitnotering: (Week 18) 15-08-2009 | Hitnotering: (Week 1 t/m 16) 28-03-2009 t/m 11-07-2009 Hitnotering: (Week 17) 01-08-2009 Hitnotering: (Week 18) 15-08-2009 | Hitnotering: (Week 1 t/m 16) 28-03-2009 t/m 11-07-2009 Hitnotering: (Week 17) 01-08-2009 Hitnotering: (Week 18) 15-08-2009 | Hitnotering: (Week 1 t/m 16) 28-03-2009 t/m 11-07-2009 Hitnotering: (Week 17) 01-08-2009 Hitnotering: (Week 18) 15-08-2009 | Hitnotering: (Week 1 t/m 16) 28-03-2009 t/m 11-07-2009 Hitnotering: (Week 17) 01-08-2009 Hitnotering: (Week 18) 15-08-2009 | Hitnotering: (Week 1 t/m 16) 28-03-2009 t/m 11-07-2009 Hitnotering: (Week 17) 01-08-2009 Hitnotering: (Week 18) 15-08-2009 |
| Week: | 1 | 2 | 3 | 4 | 5 | 6 | 7 | 8 | 9 | 10 | 11 | 12 | 13 | 14 | 15 | 16 | | 17 | | 18 | |
| --- | --- | --- | --- | --- | --- | --- | --- | --- | --- | --- | --- | --- | --- | --- | --- | --- | --- | --- | --- | --- | --- |
| Positie: | 6 | 10 | 14 | 18 | 25 | 28 | 35 | 48 | 53 | 66 | 72 | 97 | 93 | 98 | 94 | 99 | uit | 85 | uit | 91 | uit |

### VlaamseUltratop 100Albums[3]
| Hitnotering: 14-03-2009 t/m 05-09-2009 | Hitnotering: 14-03-2009 t/m 05-09-2009 | Hitnotering: 14-03-2009 t/m 05-09-2009 | Hitnotering: 14-03-2009 t/m 05-09-2009 | Hitnotering: 14-03-2009 t/m 05-09-2009 | Hitnotering: 14-03-2009 t/m 05-09-2009 | Hitnotering: 14-03-2009 t/m 05-09-2009 | Hitnotering: 14-03-2009 t/m 05-09-2009 | Hitnotering: 14-03-2009 t/m 05-09-2009 | Hitnotering: 14-03-2009 t/m 05-09-2009 | Hitnotering: 14-03-2009 t/m 05-09-2009 | Hitnotering: 14-03-2009 t/m 05-09-2009 | Hitnotering: 14-03-2009 t/m 05-09-2009 | Hitnotering: 14-03-2009 t/m 05-09-2009 | Hitnotering: 14-03-2009 t/m 05-09-2009 | Hitnotering: 14-03-2009 t/m 05-09-2009 | Hitnotering: 14-03-2009 t/m 05-09-2009 | Hitnotering: 14-03-2009 t/m 05-09-2009 | Hitnotering: 14-03-2009 t/m 05-09-2009 | Hitnotering: 14-03-2009 t/m 05-09-2009 | Hitnotering: 14-03-2009 t/m 05-09-2009 | Hitnotering: 14-03-2009 t/m 05-09-2009 | Hitnotering: 14-03-2009 t/m 05-09-2009 | Hitnotering: 14-03-2009 t/m 05-09-2009 | Hitnotering: 14-03-2009 t/m 05-09-2009 | Hitnotering: 14-03-2009 t/m 05-09-2009 | Hitnotering: 14-03-2009 t/m 05-09-2009 | Hitnotering: 14-03-2009 t/m 05-09-2009 |
| Week:                                  | 1                                      | 2                                      | 3                                      | 4                                      | 5                                      | 6                                      | 7                                      | 8                                      | 9                                      | 10                                     | 11                                     | 12                                     | 13                                     | 14                                     | 15                                     | 16                                     | 17                                     | 18                                     | 19                                     | 20                                     | 21                                     | 22                                     | 23                                     | 24                                     | 25                                     | 26                                     |                                        |
| -------------------------------------- | -------------------------------------- | -------------------------------------- | -------------------------------------- | -------------------------------------- | -------------------------------------- | -------------------------------------- | -------------------------------------- | -------------------------------------- | -------------------------------------- | -------------------------------------- | -------------------------------------- | -------------------------------------- | -------------------------------------- | -------------------------------------- | -------------------------------------- | -------------------------------------- | -------------------------------------- | -------------------------------------- | -------------------------------------- | -------------------------------------- | -------------------------------------- | -------------------------------------- | -------------------------------------- | -------------------------------------- | -------------------------------------- | -------------------------------------- | -------------------------------------- |
| Positie:                               | 37                                     | 7                                      | 6                                      | 9                                      | 13                                     | 14                                     | 16                                     | 40                                     | 37                                     | 69                                     | 61                                     | 67                                     | 88                                     | 62                                     | 82                                     | 53                                     | 63                                     | 56                                     | 98                                     | 82                                     | 92                                     | 85                                     | 77                                     | 83                                     | 89                                     | 97                                     | uit                                    |